# Lac Wahemen
Der Lac Wahemen ist ein See in der Verwaltungsregion Nord-du-Québec der kanadischen Provinz Québec.

## Lage
Der Lac Wahemen liegt südwestlich des Lac Artigny und südlich des Lac Patamisk in Zentral-Labrador.
Der See liegt im Bereich des Kanadischen Schildes auf 540 m Höhe.
Der langgestreckte See hat eine Längsausdehnung von 30 km und eine Breite von 2,6 km. Er wird durch mehrere Halbinseln in vier Becken gegliedert. Die Seefläche beträgt 54 km². Der Lac Wahemen fließt zum Lac Léran ab. Dieser wird vom Ruisseau Léran, einem rechten Nebenfluss des Rivière Eastmain, entwässert.
Der Lac Wahemen liegt an einer Kanu-Route, die lange Zeit von den Forschungsreisenden in diesem Gebiet genutzt wurde.